# Jezioro Krzywe południowe
Jezioro Krzywe – jezioro na Pojezierzu Dobiegniewskim, położone w województwie zachodniopomorskim, w powiecie choszczeńskim, w gminie Bierzwnik o powierzchni 14,76 ha. Maksymalna głębokość jeziora wynosi 4,1 m.
Zbiornik znajduje się w zlewni Mierzęckiej Strugi. Jezioro Krzywe ma wydłużony kształt o przebiegu południkowym.
Na południowo-wschodnim brzegu jeziora leży wieś Kolsk. Około 0,3 km na północ leży jezioro o takiej samej nazwie urzędowej Jezioro Krzywe.